# Monterosso Calabro
Monterosso Calabro är en ort och kommun i provinsen Vibo Valentia i regionen Kalabrien i Italien. Kommunen hade 1 663 invånare (2017).